# Hotto Koira Hondora
Hotto Koira Hondora (auch: Hoto Koira, Hotto Koira) ist ein Dorf in der Landgemeinde Namaro im westafrikanischen Binnenstaat Niger.

## Geographie
Das von einem traditionellen Ortsvorsteher (chef traditionnel) geleitete Dorf liegt am rechten Ufer des Flusses Niger. Es befindet sich rund zwei Kilometer südöstlich des Hauptorts Namaro der gleichnamigen Landgemeinde, die zum Departement Kollo in der Region Tillabéri gehört. Zu weiteren Siedlungen in der Umgebung von Hotto Koira Hondora zählen Koutoukalé Kado am gegenüberliegenden Flussufer im Norden und Tiétiéguimé stromabwärts im Osten.
Hotto Koira Hondora ist Teil der Übergangszone zwischen Sahel und Sudan. Die durchschnittliche jährliche Niederschlagshöhe beträgt hier zwischen 400 und 500 mm.

## Bevölkerung
Bei der Volkszählung 2012 hatte Hotto Koira Hondora 553 Einwohner, die in 60 Haushalten lebten.

## Wirtschaft und Infrastruktur
Die Hauptaktivitäten in der Senke entlang des Niger-Flusses, in der Hotto Koira Hondora liegt, sind der Ackerbau, die Viehzucht, die Fischerei und der Verkauf von Holz. Es werden Hirse, Sorghum, Augenbohnen, Okra, Süßkartoffeln, Kürbisse und weiteres Gemüse angebaut. Für die Milchproduktion werden Rinder gehalten. Es gibt eine Schule im Dorf. Zwischen Hotto Koira Hondora und dem Flussufer verläuft die 214,1 Kilometer lange Nationalstraße 4, die die Hauptstadt Niamey mit der Staatsgrenze zu Burkina Faso verbindet.